# Гдовски кремљ
Гдовски кремљ (рус. Гдовский кремль) средњовековно је утврђење (кремљ) саграђено средином XIV века. Налази се у граду Гдову, на обалама реке Гдовке, у западном делу Гдовског рејона Псковске области (на западу европског дела Руске Федерације).
У време свог постојања Гдовски кремљ је било једно од најважнијих утврђења на обалама Чудског језера, на граници Новгородске републике и Ливоније, и на важном трговачком путу који је са севера водио га граду Пскову.
Иако је пропадање тврђаве започело средином XVIII века, тврђава је највећа разарања доживела у фебруару 1944. године током повлачења немачких окупационих трупа из града. До данашњих дана очувани су остаци југозападних, југоисточних и североисточних зидина, земљане хумке на местима разрушених кула, те врата висине 4 до 6 метара.

## Историјат
Град Гдов настао је као погранично утврђење Псковске кнежевине на северу, и у писаним изворима први пут се помиње у хроникама из 1323. године. Како првобитно утврђење које је било саграђено од дрвета и земље није представљало озбиљнију препреку за германске освајаче са севера и запада, године 1431. започела је изградња каменог кремља. Изградња је трајала три године, а првобитни зидови били су високи 8 метара и дебели до 4 метра.
У марту 1480. године војници Ливонског реда напали су цело подручје око Гдова, спалили град и безуспешно опседали сам Кремљ. Током целог XVII века тврђава је била на мети напада пољских, шведских и литванских војски, и у том периоду претрпела је значајнија оштећења, а велики пожар који је избио унутар зидина тврђаве 1686. додатно је погоршао ствар. Већ крајем века тврђава губи свој стратешки значај.
Године 1706. император Петар Велики је приликом посете Гдову наредио обнову и додатно утврђење тврђаве, и у том периоду зидине су додатно ојачане слојевима земље. Међутим како утврђење није имало стратешког значаја његово пропадање се наставило, а камен из зидина се користио као грађевински материјал за друге објекте. Иако је императорка Катарина Велика током свог кратког боравка у Гдову 1781. желела да тврђаву врати у живот и додатно је ојача, то се никада није десило.
Немачке окупационе снаге су у фебруару 1944. године, током повлачења из Гдова, минирале унутрашњост кремља и у потпуности је уништили. Минирање су преживели само спољни зидови.
На темељима некадашњег саборног храма Светог Димитрија Солунског (грађен у периоду 1520—1530) који је миниран током Другог светског рата, саграђена је потпуно нова црква. Црква је грађена у периоду 1989—1993, и при њеној градњи користио се метод карактеристичан за средњи век. Био је то први православни храм саграђен на подручју Псковске области након Октобарске револуције 1917. године. Храм је посвећен Чудотворној икони Мајке Божије Владарице.